# Michel Constant
Pour les articles homonymes, voir Constant.
Michel Constant, né le 7 février 1963 à Bellaire (Beyne-Heusay) (province de Liège), est un auteur de bande dessinée belge.

## Biographie
Michel Constant naît le 7 février 1963 à Bellaire. Après des études secondaires à l'athénée de Marchin (où il se lie d'amitié avec Marc Morgan), il entre en 1982 en section « Bande dessinée » à l'École supérieure des arts Saint-Luc de Liège.
C'est là également qu'il rencontre Béatrice Constant qui devient sa compagne et sa coloriste.
Après son service militaire (en RFA), il publie tout d'abord des histoires courtes dans Le Journal de Tintin.
Très nettement adepte de la ligne claire, il s'associe alors au scénariste Denis Lapière pour créer le personnage de Mauro Caldi, pilote de Ferrari et détective amateur des années 1950, en 1987 (6 titres jusque 1993). Il reprendra la série en 2014 pour le septième volet intitulé : La Vieille Dame et cinq ans plus tard, il clôt la série avec La Mamma publié dans la collection « Calandre » des Éditions Paquet.
Il se lance en 1995 avec Michel Vandam dans la série Bitume (6 titres, Casterman) où des routes mythiques servent de décor à des personnages décalés. Le second titre de la série : Norma's day est prépublié dans la revue (À suivre) en 1996. Viennent ensuite Red River Hôtel (depuis 2002) avec Jean-Luc Cornette et Au centre du nowhere, une série à l'humour absurde (depuis 2005). Il célèbre les 25 ans de Lucien de Frank Margerin par un court récit paru dans Lucien 25 pages chez Les Humanoïdes associés en 2004.
Toujours avec Jean-Luc Cornette, il publie en 2011 le premier album de Le Pygargue : Tueur de femme chez Soleil Productions. En 2022, il publie un one shot Lady Jane aux éditions Futuropolis. En 2025, il coécrit avec Béa Constant Déviation, un road-movie.

## Publications
- La Dame de fer[48],[49], Futuropolis, Paris, 24 août 2017
Scénario et dessin : Michel Constant - Couleurs : Béatrice Constant -  (ISBN 978-2-7548-1635-9)
- Lady Jane[50],[51], Futuropolis, Paris, 13 avril 2022
Scénario et dessin : Michel Constant - Couleurs : Béatrice Constant -  (ISBN 9782754829663)
- Déviation[52],[53],[54],[55],[56], Futuropolis, Paris, 12 mars 2025
Scénario : Michel Constant, Béatrice Constant - Dessin : Michel Constant - Couleurs : Béatrice Constant -  (ISBN 978-2-7548-3632-6)

### Collectifs
- Folklore wallon en bulles[57], Dricot, Bressoux, février 2010
Scénario : collectif - Dessin : collectif dont Michel Constant -  (ISBN 978-2-87095-389-1)

#### Livres
: document utilisé comme source pour la rédaction de cet article.
- Jacques Fiérain, « Constant, Michel », dans La BD dans les provinces de Liège, Namur et Luxembourg, Charleroi, Éd. l'Âge d'or, 2004, 112 p., ill. ; 31 cm (ISBN 9782960019698, OCLC 470388297, présentation en ligne), p. 22.
- Henri Filippini, « Constant, Michel », dans Dictionnaire de la bande dessinée, Paris, Bordas, 2005, 912 p., ill. ; 27 cm (ISBN 9782047299708 et 2047299705, OCLC 1009545288, présentation en ligne), p. 731.
- Patrick Gaumer, « Constant, Michel », dans Dictionnaire mondial de la BD, Paris, Larousse, 2010, 953 p., ill. ; 27 cm (ISBN 978-2-0358-4331-9 et 2-0358-4331-6, OCLC 920924930, présentation en ligne), p. 199. .

#### Articles
- Jean-Luc Cornette et Michel Constant (interviewés par Benoît Cassel), « Interview bande dessinée Jean-Luc Cornette et Michel Constant », Planète BD,‎ 23 décembre 2006 (lire en ligne, consulté le 19 novembre 2023).
- Michel Constant (interviewé par Nicolas Anspach), « Interviews : Michel Constant : "Cela ne sert à rien de freiner un chien dans un jeu de quilles" », ActuaBD,‎ 2 décembre 2008 (lire en ligne, consulté le 1er novembre 2023).
- Michel Constant (interviewé par Pierre Burssens), « Entretien avec Michel Constant : « On a retrouvé nos marques avec beaucoup de plaisir » », Auracan,‎ 27 novembre 2014 (lire en ligne, consulté le 1er novembre 2023).
- « La Famille Constant s’expose à l’ESA Saint-Luc Liège. », École supérieure des arts Saint-Luc de Liège,‎ 14 septembre 2023 (lire en ligne, consulté le 26 janvier 2024).

### Vidéographie
- [vidéo] « Michel Constant interview "Liège, terre de BD" // Festival BD de Liège 23e », sur YouTube